# Delenda est
Delenda est is een sciencefictionverhaal van Poul Anderson. Het is een van de verhalen die later bekend zouden worden onder de gezamenlijke titel Time patrol (tijdpatrouille). Het verhaal werd voor het eerst afgedrukt in het maandblad The magazine of fantasy and science fiction, december 1955. Daarna werd het met een aantal verhalen over tijdreizen opgenomen in de verzameling Guardians of time, dat verscheen bij Ballantine Books, september 1960. In Nederland landde het in najaar 1966, toen het werd uitgegeven in de bundel Avontuur in het verleden, dat verscheen bij Het Spectrum, Prisma Pockets nr. 1150, dat nog twee herdrukken zo krijgen. De titel verwijst naar Carthago delenda est.
Manse Everard is als tijdagent aangesteld door wezens uit een verre toekomst om er voor te zorgen dat tijdreizigers niet al te grote veranderingen aanbrengen in de loop der geschiedenis. Hij is samen met collega Piet van Sarawak (een Venusiaan van Nederlands-Indische afkomst) aan het jagen in de Pyreneeën gedurende het Pleistoceen. Ze kijken vanuit een veranda van een bungalow uit over de prehistorische wereld. Het begint enigszins saai te worden en beiden kiezen een nieuwe tijdsbestemming uit, New York 1960, onder het motto schitterend licht, veel muziek en meisjes die nog nooit van tijdreizen hebben gehoord. Ze belanden met hun tijdmachine op een laag gedeelte van Manhattan, 23 oktober 1960. Ze constateren meteen dat er iets ernstig mis is gegaan in het verloop van de geschiedenis. De universele taalmachine werkt ook al niet goed. Ze worden namelijk aangesproken in een Iers/Schots-gelijkend idioom, waarmee ze nauwelijks uit de voeten kunnen. Ze worden gevangen genomen omdat ook de bewoners van Manhattan hun ook niet kunnen volgen. Uiteindelijk blijkt de enige manier van communiceren plaats te kunnen vinden in het Oudgrieks. Everard en Van Sarawak gaan vervolgens na, wat er in het verleden zodanig is veranderd, dat dat consequenties heeft gehad voor de Verenigde Staten anno 1960.
Ze lopen de gang van de geschiedenis na met de Deirdre Max Morn, dochter van de politiecommissaris, die dan het Oudgrieks bestudeert. Na verloop van tijd komen ze er gedrieën achter dat een tijdbandiet ingegrepen heeft in het jaar 218 voor Christus. De Tweede Punische Oorlog heeft een nieuw eind gekregen. Publius Cornelius Scipio en Scipio Africanus komen in genoemd jaar om tijdens de Slag bij de Ticinus. Hannibal kan direct opstomen naar Rome en vernietigt die stad in 210 voor Christus. In plaats van de Grieks-Romeinse voortzetten van de geschiedenis, gaat deze richting een Keltisch-Punische traditie. Een langzame aftakeling van het Romeinse Rijk bleef afwezig, waardoor de geschiedenis kreeg daardoor een aanmerkelijke versnelling.
Wat ongewijzigd is ten opzichte van de geschiedenis zoals wij die kenen is dat er over de wereld een aantal machtsblokken is. Ten eerste is daar de Keltische invloedssfeer met daarbij Noord-Amerika, Verenigd Koninkrijk, Ierland, Frankrijk (vanwege de Galliërs) en Spanje met daartegenover Littorn, grofweg Oost-Europa met als machtcentrum Litouwen. Daartussen ligt dan nog een Helvetisch rijk met Duitsland, Oostenrijk, Zwitserland en Italië. Ook het Han Keizerrijk (grofweg China en Siberië) en het Hinduaj-rijk (Zuid-Oost-Azië vanaf India tot en met Australazië) is een machtsblok.
De wijziging van de geschiedenis blijkt veroorzaakt door een aantal Neldorianen. Everard en Van Sarawak keren terug naar de slag en weten uiteindelijk te voorkomen dat Publius Cornelius Scipio en Scipio Africanus worden omgebracht. Deirdre Max Morn weten ze eveneens te sparen door haar mee terug te nemen naar het Pleistoceen, alwaar ze nauwelijks invloed heeft op de gang van de geschiedenis.

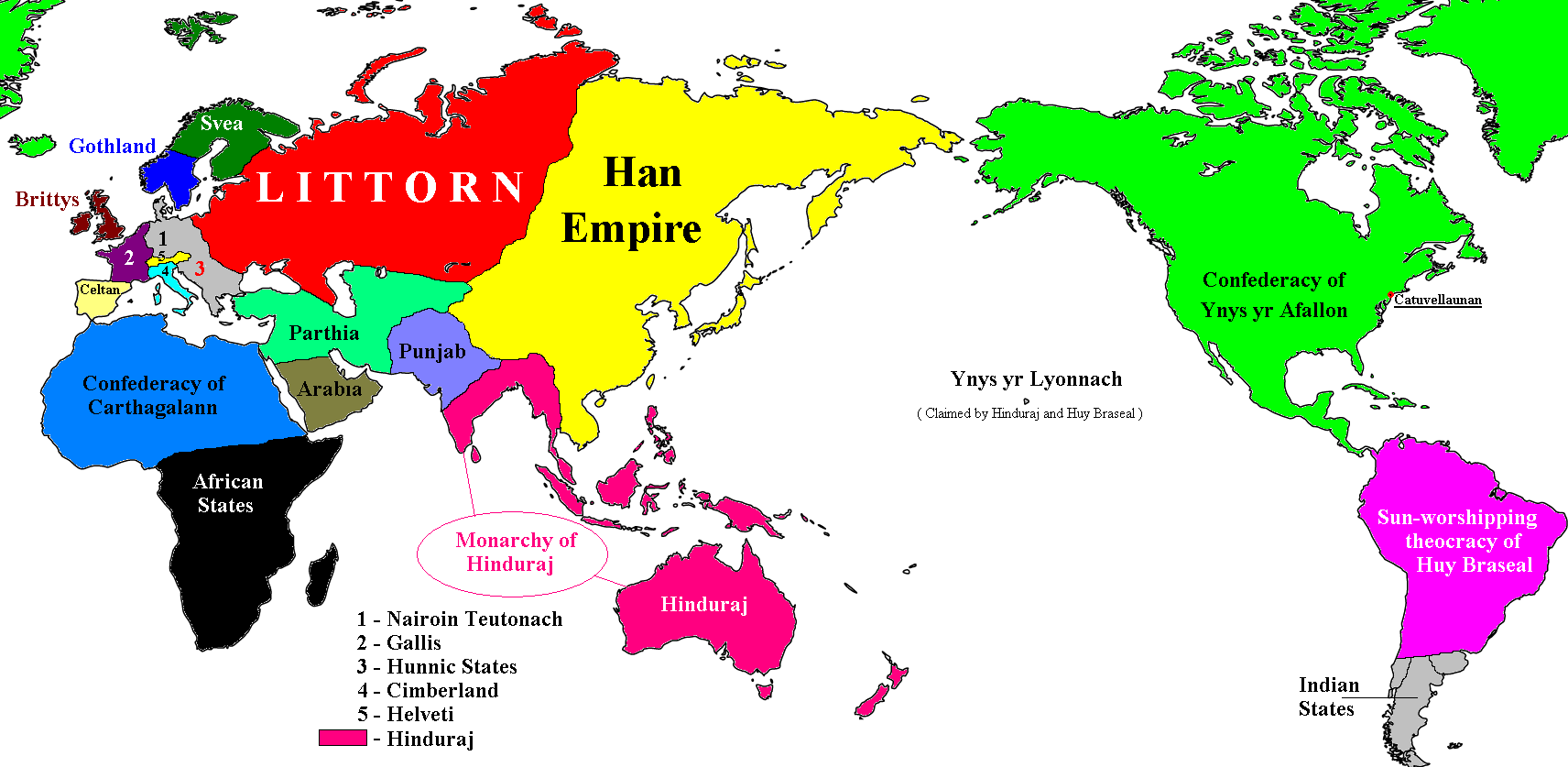
De wereld van Delenda est